# Der Schatz der Agra
Die Abenteuer von Sherlock Holmes und Dr. Watson: Der Schatz der Agra (russ.: „Приключения Шерлока Холмса и доктора Ватсона: Сокровища Агры“) ist der vierte Film in der mehrteiligen Fernsehfilmreihe Die Abenteuer von Sherlock Holmes und Dr. Watson nach den Erzählungen von Arthur Conan Doyle über Sherlock Holmes.
Der Zweiteiler basiert auf dem Roman „Das Zeichen der Vier“ und der Erzählung „Ein Skandal in Böhmen“.

## Handlung
Die Ereignisse des Films spielen in London im Jahre 1888. Im Film sind zwei Handlungsstränge miteinander verwoben. Der erste Handlungsstrang wird im gesamten ersten Teil und am Ende des zweiten Teils abgehandelt; der zweite bildet den Anfang und Mitte des zweiten Teils. Die Überschriften der Handlungsstränge sind informell und werden nicht im Film angesprochen.

### Das Geheimnis des Schatzes
Sherlock Holmes wird von einer jungen Frau namens Mary Morstan aufgesucht, die ihn zusammen mit seinem Freund Dr. Watson bittet, das Rätsel um ihren Vater zu lösen, der vor vielen Jahren verschwunden war. Seit einiger Zeit erhielt sie von einem anonymen Absender jedes Jahr je eine Perle zugeschickt. Nun hat sie ein Schreiben erhalten, das dieses Rätsel aufklären soll. Holmes und Watson begleiten Miss Morstan zum Orient-Liebhaber Thaddeus Sholto, der ihnen die Geschichte erzählt. Der Vater von Thaddeus und seinem Zwillingsbruder Bartholomew, Major Sholto, hatte zusammen mit Colonel Morstan, Marys Vater, einen Schatz aus Indien zurückgebracht; beim Teilen des Schatzes ist es zum Streit gekommen, bei dem Colonel Morstan umkam. Später, auf seinem Sterbebett, verriet Sholto seinen Söhnen von dem Schatz – starb jedoch, bevor er seine Lage verraten konnte, als er einen einbeinigen Mann durchs Fenster erblickte. Nun hat Bartholomew Sholto den Schatz gefunden und er soll zwischen den beiden Brüdern und Mary aufgeteilt werden.
Als Thaddeus, Holmes und Watson beim Haus der Sholtos ankommen, stellen sie fest, dass Bartholomew tot ist, von einem giftigen Dorn ermordet. Holmes folgt einer Spur über das Hausdach; später, zusammen mit dem Spürhund Tory, nehmen sie die Spur des Täters auf, der zufällig in eine Pfütze Kreosot getreten war. Die Spuren verraten, dass es zwei Täter waren: einer lief barfuß, und der andere hat ein Holzbein. Die Spuren führen zur Themse und der Detektiv findet heraus, dass die Täter mit dem Dampfschiff Diana entkommen sind. Zwischendurch erstattet Watson Bericht an Mary Morstan; zwischen den beiden flammen immer stärker Gefühle auf.
Der Aufenthaltsort des Dampfers wird von Holmes mit Hilfe der „Baker-Street-Spezialeinheit“ entdeckt; Inspector Lestrade, nachdem sein Hauptverdächtiger, Thaddeus Sholto, entlastet wird, wird mit in die Ermittlungen einbezogen. Auf einem Polizeikutter werden der einbeinige Mann sowie sein Helfer Tonga, ein Eingeborener von den Andamanen, verfolgt; dabei wird der Eingeborene, der Bartholomew Sholto auf dem Gewissen hatte, erschossen. Der Einbeinige, Jonathan Small, hatte es jedoch geschafft, den Schatz während der Verfolgungsjagd in der Themse zu verstreuen – da er diesen Schatz mit drei indischen Komplizen ursprünglich erbeutete, und Sholto mit Morsten ihn ihm gestohlen hatten. Da nun der Schatz nicht mehr den Gefühlen von Watson und Miss Morstan im Wege steht, macht Watson ihr einen Heiratsantrag, den sie annimmt.

### Irene Adler
Während der Untersuchungen des Falles um den Schatz von Agra bemerkt Holmes, dass Watson Gefühle für Miss Morstan empfindet. Watson erinnert ihn dagegen an einen früheren Fall, an dem Holmes selbst Gefühle gegenüber einer Frau entwickelt hatte. Bei diesem Fall wird Holmes inkognito vom König von Böhmen aufgesucht. Der König, mal arrogant, mal bittend, fragt Holmes um Hilfe bei einer delikaten Angelegenheit. Früher hatte der König, als er noch Erbprinz war, eine Affäre mit der amerikanischen Schauspielerin Irene Adler gehabt. Es existiert ein gemeinsames Foto der beiden, mit dem die Frau nun den König vor seiner bevorstehenden Hochzeit erpresst. Jedoch stellt Holmes bei seiner Observation heraus, dass Irene ihrerseits heiratet (Holmes wird, als Bettler verkleidet, sogar zu ihrem Trauzeugen). Um herauszufinden, wo Miss Adler das Foto aufbewahrt, arrangiert Holmes eine Schlägerei, bei der er, als Vikar verkleidet, verletzt wird und in ihr Haus getragen wird; anschließend wird ein Feueralarm inszeniert, bei dem das Versteck des Fotos ersichtlich wird. Doch Irene hat den Trick durchschaut; als Holmes später bei ihr auftaucht, um das Foto an sich zu nehmen, findet er heraus, dass Irene Adler mit ihrem frisch vermählten Ehemann verreist ist. Das inkriminierende Foto nimmt sie mit: da sie inzwischen selbst verheiratet ist, hat sie keinen Grund mehr, den König zu erpressen. Jedoch lässt sie dem König ein anderes Foto zurück, um das Holmes ihn statt einer Belohnung bittet. Irene Adlers Porträt bleibt seitdem in seinem Zimmer stehen, als Mahnung an das Versagen des Detektivs. Dass Holmes' Gefühle zu dieser Frau hat, wird dabei deutlich, als er das Porträt immer wieder wehmütig anblickt.

## Darsteller
Hauptdarsteller
- Wassili Liwanow – Sherlock Holmes
- Witali Solomin – Dr. Watson
- Rina Seljonaja – Mrs. Hudson
- Boryslaw Brondukow – Inspector Lestrade (gesprochen von Igor Jefimow)

Teil 1
- Jekaterina Sintschenko – Miss Mary Morstan
- Wiktor Proskurin – Thaddeus Sholto; Bartholomew Sholto
- Pawel Kadotschnikow – Major Sholto (gesprochen von Igor Jefimow)
- Sergej Schakurow – Jonathan Small
- Anatoli Sliwnikow – Mr. McMurdo
- Walentina Kosobuzkaja – Mrs. Smith
- Nikolaj Kusmin – Major Sholtos Diener
- Maria Jurasowa – Mrs. Burston
- Wladimir Doroschew – Ausstopfer Sherman
- sowie P. Samojlenko
- Bulldogge Bambula – Tory

Teil 2
- Georgi Martirosjan – Der König von Böhmen, Wilhelm Gottreich Sigismund von Ormstein
- Larissa Solowjowa – Irene Adler
- Pavel Remesow – Godfrey Norton
- Jekaterina Sintschenko – Miss Mary Morstan
- Wiktor Proskurin – Thaddeus Sholto; Bartholomew Sholto
- Sergej Schakurow – Jonathan Small
- Juri Serow – Tonga
- Kira Gurezkaja – Mrs. Cecil Forester
- sowie I, Moshsharenko, M. Rybkin
- Bulldogge Bambula – Tory

## Interessante Fakten
- Szenen, die im und um das Haus von Irene Adler spielten, wurden im 1898 erbauten Sankt Petersburger Herrenhaus namens Datscha Gauswald gedreht. Dieses Gebäude wird von den Anwohnern seitdem inoffiziell „Irene-Adler-Haus“ genannt. Derzeit ist das Gebäude vom Abriss bedroht.[1]
- Das Dampfschiff, auf dem die Verbrecher entkommen sollten, hieß im Buch Aurora. Wegen der Bedeutung, die der Kreuzer Aurora in der Oktoberrevolution innehatte, musste das Boot umbenannt werden. Das Schiff im Film trägt den Namen Diana, was verständlich ist: Aurora und Diana waren Schwesterschiffe (geschützte Kreuzer der Pallada-Klasse).
- Für den Film wurden erstmals Aufnahmen im echten London gedreht. Die Aufnahmen der Fahrt über die richtige Themse haben eine spürbar schlechtere Bildqualität, da sie auf 16-mm-Film mit 16 Bildern pro Sekunde gedreht wurden. Der Kameramann war der Journalist des sowjetischen Fernsehens, Witali Iljaschenko.[2]
- Die neuseeländische Münzprägeanstalt hat eine Sonderserie von Zwei-Dollar-Silbermünzen, die den Erzählungen über Sherlock Holmes gewidmet sind. Auf dem Avers werden Standbilder aus der russischen Verfilmung verwendet.[3]

## Deutsche Version
In der DDR lief der Film unter dem Titel „Der Schatz der Agra“ in einer gekürzten Fassung (110 Min. statt 145 Min.); zunächst lief eine russische Version mit deutschen Untertiteln, später eine deutsch synchronisierte Fassung. Sherlock Holmes wurde vom Wolfgang Lohse und Dr. Watson wurde von Erik Veldre synchronisiert.

## Auf DVD
Eine Restaurierung der Filme für die DVD-Auswertung wurde von zwei Unternehmen unabhängig voneinander durchgeführt: das russische Label „Twister“ und die Mosfilm-Tochter „Krupny Plan“. „Twister“ brachte alle fünf Sherlock-Holmes-Filme von Igor Maslennikow zwischen 2000 und 2004 auf DVD heraus, teilweise mit Bonusmaterial. Die „Krupny Plan“ Veröffentlichung erfolgte 2007. Beide Restaurierungen haben Vor- und Nachteile: die Krupny Plan-Edition hat einen zu steilen Kontrast und verfälschte Farben; bei der Twister-DVD sind die Farben ausgewogener, jedoch sind durch die Verwendung eines automatischen Denoiser-Filters digitale Bilddefekte entstanden.
Die DVD von „Twister“ enthält russischen Ton in Dolby Digital 5.1 sowie russische und englische Untertitel. Als Bonus gibt es Interviews mit den Schauspielern Jekaterina Sintschenko (Miss Morstan), Georgi Martirosjan (Der König von Böhmen) und Sergej Schakurow (Jonathan Small) enthalten (Bonus ohne Untertitel) sowie Textinformationen zur Cast & Crew.
Die „Krupny Plan“-DVD enthält kein Bonusmaterial und nur russische Untertitel; dort ist zusätzlich zum 5.1 Remix auch der russische Monoton enthalten.
2019 erschien bei PIDAX (lizenziert von DRA) eine neue DVD-Version von 130 Minuten Länge und nur mit deutschem Ton (Dolby Digital 2.0) als Folge 2 dieser Serie mit denselben Synchronsprechern wie oben erwähnt.